# یفیم چولاک
یفیم چولاک (روسی: Ефим Аронович Чулак؛ زادهٔ ۱۵ ژوئیهٔ ۱۹۴۸) بازیکن والیبال اهل روسیه است.